# 후카미나토 소이치로
후카미나토 소이치로(일본어: 深港 壮一郎, 2000년 8월 12일~)는 일본의 축구 선수이다.

## 구단 경력
그는 2023년 J2리그의 FC 마치다 젤비아에 입단했다. 2023년 6월 J3리그의 가마타마레 사누키로 이적했다. 2025년 J2리그의 블라우블리츠 아키타로 이적했다.